# إيمري توث
إيمري توث (بالمجرية: Tóth Imre)‏ مواليد 6 سبتمبر 1985 في بودابست، هو متسابق دراجات نارية مجري. نافس في سباقات بطولة العالم لفئة 250 سي سي ولفئة 125 سي سي ولفئة 50 سي سي. كما شارك في بطولة العالم للسوبربايك وبطولة العالم للسوبرسبورت.

## النتائج

### الجائزة الكبرى

#### السباقات حسب السنة
(مفتاح)
| السنة | الفئة     | الفريق  | 1             | 2               | 3           | 4          | 5           | 6             | 7             | 8             | 9             | 10           | 11            | 12              | 13            | 14            | 15            | 16         | 17        | مركز  | نقاط |
| ----- | --------- | ------- | ------------- | --------------- | ----------- | ---------- | ----------- | ------------- | ------------- | ------------- | ------------- | ------------ | ------------- | --------------- | ------------- | ------------- | ------------- | ---------- | --------- | ----- | ---- |
| 2002  | 125 سي سي | هوندا   | اليابان 18    | ج. أفريقيا 23   | إسبانيا 27  | فرنسا 22   | إيطاليا 21  | كتالونيا 23   | هولندا 27     | بريطانيا 20   | ألمانيا 25    | تشيك 26      | البرتغال ل.ين | البرازيل 28     | الهادئ 23     | ماليزيا 22    | أستراليا 23   | بلنسية 25  |           | ن.غ.م | 0    |
| 2003  | 125 سي سي | هوندا   | اليابان 24    | ج. أفريقيا ل.ين | إسبانيا 26  | فرنسا 23   | إيطاليا 27  | كتالونيا 20   | هولندا 23     | بريطانيا 17   | ألمانيا ل.ين  | تشيك 23      | البرتغال ل.ين | البرازيل ل.ين   | الهادئ 26     | ماليزيا 24    | أستراليا ل.ين | بلنسية 22  |           | ن.غ.م | 0    |
| 2004  | 125 سي سي | أبريليا | ج. أفريقيا 22 | إسبانيا 26      | فرنسا 21    | إيطاليا 16 | كتالونيا 19 | هولندا 10     | البرازيل 18   | ألمانيا ل.ين  | بريطانيا 19   | تشيك ل.ين    | البرتغال ل.ين | اليابان ل.ين    | قطر 25        | ماليزيا 18    | أستراليا 21   | بلنسية 21  |           | 29    | 6    |
| 2005  | 125 سي سي | أبريليا | إسبانيا 16    | البرتغال 22     | الصين 30    | فرنسا 9    | إيطاليا 25  | كتالونيا ل.ين | هولندا 25     | بريطانيا 26   | ألمانيا 20    | تشيك 18      | اليابان 21    | ماليزيا 22      | قطر 29        | أستراليا ل.ين | تركيا 24      | بلنسية 21  |           | 27    | 7    |
| 2006  | 125 سي سي | أبريليا | إسبانيا 26    | قطر ل.ين        | تركيا 29    | الصين 32   | فرنسا 20    | إيطاليا 25    | كتالونيا 27   | هولندا 29     | بريطانيا ل.ين | ألمانيا 27   | تشيك 20       | ماليزيا 23      | أستراليا ل.ين | اليابان 25    | البرتغال 18   | بلنسية 33  |           | ن.غ.م | 0    |
| 2007  | 250 سي سي | أبريليا | قطر 19        | إسبانيا 18      | تركيا ل.ين  | الصين 18   | فرنسا ل.ين  | إيطاليا 22    | كتالونيا 22   | بريطانيا 15   | هولندا 22     | ألمانيا ل.ين | تشيك 19       | سان مارينو 17   | البرتغال 15   | اليابان 18    | أستراليا ل.ين | ماليزيا 21 | بلنسية 23 | 28    | 2    |
| 2008  | 250 سي سي | أبريليا | قطر ل.ين      | إسبانيا 15      | البرتغال 18 | الصين 16   | فرنسا 18    | إيطاليا 15    | كتالونيا ل.ين | بريطانيا ل.ين | هولندا 20     | ألمانيا 17   | تشيك          | سان مارينو ل.ين | إنديانا C     | اليابان 22    | أستراليا 13   | ماليزيا 15 | بلنسية 13 | 20    | 9    |
| 2009  | 250 سي سي | أبريليا | قطر 17        | اليابان 13      | إسبانيا 16  | فرنسا 9    | إيطاليا 15  | كتالونيا ل.ين | هولندا 15     | ألمانيا 18    | بريطانيا 17   | تشيك 17      | إنديانا 17    | سان مارينو 18   | البرتغال 18   | أستراليا 18   | ماليزيا ل.ين  | بلنسية 19  |           | 22    | 12   |

### بطولة العالم للسوبربايك

#### السباقات حسب السنة
| السنة | الصانع      | 1           | 1           | 2          | 2          | 3          | 3          | 4           | 4           | 5           | 5           | 6           | 6           | 7               | 7               | 8             | 8             | 9         | 9         | 10         | 10           | 11         | 11         | 12       | 12       | 13      | 13      | 14  | 14  | مركز   | نقاط |
| السنة | الصانع      | ج1          | ج2          | ج1         | ج2         | ج1         | ج2         | ج1          | ج2          | ج1          | ج2          | ج1          | ج2          | ج1              | ج2              | ج1            | ج2            | ج1        | ج2        | ج1         | ج2           | ج1         | ج2         | ج1       | ج2       | ج1      | ج2      | ج1  | ج2  | مركز   | نقاط |
| ----- | ----------- | ----------- | ----------- | ---------- | ---------- | ---------- | ---------- | ----------- | ----------- | ----------- | ----------- | ----------- | ----------- | --------------- | --------------- | ------------- | ------------- | --------- | --------- | ---------- | ------------ | ---------- | ---------- | -------- | -------- | ------- | ------- | --- | --- | ------ | ---- |
| 2014  | بي إم دبليو | أستراليا 16 | أستراليا 19 | إسبانيا 18 | إسبانيا 17 | هولندا 20  | هولندا 16  | إيطاليا 20  | إيطاليا 19  | بريطانيا 18 | بريطانيا 20 | ماليزيا 14  | ماليزيا 18  | سان مارينو ل.يب | سان مارينو ل.يب | البرتغال      | البرتغال      | أمريكا    | أمريكا    | إسبانيا 18 | إسبانيا ل.ين | فرنسا 20   | فرنسا 13   | قطر 18   | قطر 17   |         |         |     |     | 28     | 5    |
| 2015  | بي إم دبليو | أستراليا 20 | أستراليا 17 | تايلاند 18 | تايلاند 18 | إسبانيا 18 | إسبانيا 20 | هولندا ل.ين | هولندا ل.ين | إيطاليا 15  | إيطاليا 12  | بريطانيا 19 | بريطانيا 17 | البرتغال 20     | البرتغال 19     | سان مارينو 22 | سان مارينو 22 | أمريكا 16 | أمريكا 17 | ماليزيا 19 | ماليزيا 20   | إسبانيا 20 | إسبانيا 20 | فرنسا 20 | فرنسا 21 | قطر 17  | قطر 14  |     |     | 30     | 7    |
| 2016  | ياماها      | أستراليا 19 | أستراليا 19 | تايلاند 22 | تايلاند 21 | إسبانيا 20 | إسبانيا 22 | هولندا      | هولندا      | إيطاليا     | إيطاليا     | ماليزيا     | ماليزيا     | بريطانيا        | بريطانيا        | إيطاليا       | إيطاليا       | أمريكا    | أمريكا    | إيطاليا    | إيطاليا      | ألمانيا    | ألمانيا    | فرنسا    | فرنسا    | إسبانيا | إسبانيا | قطر | قطر | ن.غ.م* | 0*   |

* موسم مستمر.

## وصلات خارجية
- إيمري توث على موقع MotoGP.com (الإنجليزية)
- إيمري توث على موقع WorldSBK.com (الإنجليزية)

- الموقع الرسمي